# Agallia fluminensis
Agallia fluminensis är en insektsart som beskrevs av Luci B. N. Coelho och Dutra 1992. Agallia fluminensis ingår i släktet Agallia och familjen dvärgstritar. Inga underarter finns listade i Catalogue of Life.